# Feel Good (пісня G-Unit)
«Feel Good» оголосили другим промо-синглом до T·O·S (Terminate on Sight), другого студійного альбому американського реп-гурту G-Unit.
Прем'єра відбулась 1 листопада 2007, зрештою трек увійшов до Return of the Body Snatchers під назвою «Make Me Feel Good». Композицію записано з участю Young Buck, колишнього учасника колективу, який також відсутній на обкладинці мікстейпу.

В інтерв'ю 50 Cent заявив: 
Ми повертаємося до основної концепції мікстейпу й створення нової атмосфери. Ми працюємо над новим звучанням для вулиць. Плануємо, щоб «Feel Good» зробив для G-Unit те, що «You Should Be Here» зробив для мене. Переніс нас у майбутнє.

## Відеокліп
Прем'єра кліпу відбулась без попереднього оприлюднення самої пісні. Режисери: 50 Cent та Scenario.